# 보애즈 마이힐
글린 올리버 "보애즈" 마이힐(Glyn Oliver "Boaz" Myhill, /ˈboʊ.æz ˈmaɪhɪl/ 1982년 11월 9일, 미국 캘리포니아 머데스토 ~ )은 미국 출신의 전 프로 축구 선수이다. 현역 시절 포지션은 골키퍼였다.